# Tana (film)
Tana – albański film fabularny z roku 1958 w reżyserii Kristaqa Dhamo.
Pierwszy film fabularny, wyprodukowany w całości przez Albańczyków. Scenariusz powstał na podstawie opowiadania Fatmira Gjaty pod tym samym tytułem.

## Opis fabuły
Tytułowa bohaterka pracuje w kołchozie i zakochuje się w Stefanie, który mieszka w jednej z ubogich wsi w albańskich górach. Uczucie Tany do Stefana wywołuje zazdrość u Leftera, przeciwny związkowi jest także dziadek Tany, który nie akceptuje samodzielnego wyboru dokonanego przez Tanę. Mimo tego, kochankowie pokonają wszystkie przeszkody. Film po kilku miesiącach wyświetlania został zdjęty z ekranu i dodatkowo pocięty przez cenzurę. Scena pocałunku Tany i Stefana (pierwszy pocałunek w filmie albańskim – aż 29 (!) dubli) nie znalazła się w ostatecznej wersji filmu.
Film był prezentowany na Międzynarodowym Festiwalu Filmowym w Moskwie w 1959 r. "Tanę" wyświetlano w Polsce w roku 1960 na kilku zamkniętych pokazach.
Zdjęcia do filmu realizowano w Tiranie i w Korczy.

## Obsada
- Tinka Kurti jako Tana
- Naim Frashëri jako Stefan
- Pjetër Gjoka jako Dziadek
- Kadri Roshi jako Lefter Dhosi
- Andon Pano jako kierownik kołchozu
- Thimi Filipi jako sekretarz partii
- Marie Logoreci jako matka Stefana
- Ilia Shyti jako Lipja
- Melpomeni Çobani jako żona kierownika kołchozu
- Esma Agolli
- Lazër Filipi
- Vangjel Grabocka
- Violeta Manushi
- Nikolla Panajoti
- Pandi Raidhi
- Nuçi Shedollari
- Stavri Shkurti
- Aleko Skali
- Mihal Stefa
- Dhimitër Trajçe
- Qefsere Trako
- Vani Trako
- Theodoraq Velushi
- Lazër Vlashi